# Andreas Bueno
Andreas Bueno (født 7. juli 1988) er en dansk/argentinsk medicinstuderende og atlet, som begår sig på mellemdistancerne. Han løber for Aarhus 1900 var tidligere i AGF-Atletik.
Han blev i 2009 overraskende dansk senior mester på 1500 meter til DM-Inde i Skive, da han slog forhåndsfavoritten Morten Munkholm i tiden 3.52.92 min.
Andreas Bueno viste 2012 i Manchester international klasse, da han i A-heatet på 1500 meter ved BMC Grand Prix’et i Manchester løb 3:40,79 min. på andenpladsen. Dermed har han i sæsonen 2012 skåret 7 sekunder af sin personlige rekord. Tiden blev forbedret da han ved Grand Prixet i Göteborg besatte andenpladsen på 1500 meter med tiden 3:40,08 min.

## Personlige rekorder
- 800 meter: 1:50,91 min
- 1500 meter: 3:40,08min
- 3000 meter: 8:12,06 min